# Уточкин, Юрий Иванович
Юрий Иванович Уточкин (25 октября 1946 г.) — советский и российский учёный-металлург, специалист в области комплексного рафинирования жидких расплавов. Доктор технических наук, профессор кафедры  металлургии стали, новых производственных технологий и защиты металлов НИТУ "МИСиС". Заместитель генерального директора – технический директор ПАО "Объединённые машиностроительные заводы". Лауреат Премии Совета министров СССР.

## Биография
Юрий Иванович Уточкин родился 25 октября 1946 года.
В 1971 г. — окончил с отличием Московский институт стали и сплавов.
1971—1974 гг. — аспирант очного обучения Московского института стали и сплавов.
1974—1988 гг. — доцент кафедры электрометаллургии стали и ферросплавов.
1988—1991 гг. — проректор по вечернему и заочному обучению Московского института стали и сплавов.
1991—2000 гг. — профессор кафедры электрометаллургии стали и ферросплавов Московского института стали и сплавов.
С 2000 г. — директор центра металлургии, директор по научно-техническому развитию ПАО "Объединённые машиностроительные заводы".
Все время работы в ПАО "Объединённые машиностроительные заводы" продолжал заниматься научной и преподавательской деятельностью. Сейчас - профессор кафедры металлургии стали, новых производственных технологий и защиты металлов НИТУ "МИСиС".
28 июля 2016 г. выведен из состава правления ПАО ОМЗ. Сейчас занимает должность заместителя генерального директора – технического директора компании.

## Научная и педагогическая деятельность
Ю.И. Уточкин принадлежит ко второму поколению выпускников физико-химического факультета МИСиС, немало способствовавшего развитию новых идей и решений по ключевым вопросам физико-химии в металлургии.
Вскоре после окончания с отличием МИСиС выполнил научную работу, связанную с термодинамической устойчивостью высокотемпературных систем, позволяющих прогнозировать процессы рафинирования жидкого металла. Это работа стала основой для его кандидатской диссертации, защищенной в 1974 году по теме «Изучение роли свойств поверхностей раздела фаз при удалении неметаллических включений из стали».
В этом же году был приглашен для работы на кафедру электрометаллургии стали и ферросплавов, где развивал научные направления, связанные с изучением сорбционных шлаковых смесей, комплексным рафинированием жидких расплавов и др. По этим вопросам в 1987 г. защитил докторскую диссертацию. Под руководством Ю.И. Уточкина выполнили и защитили кандидатские диссертации 20 человек. В качестве приглашенного профессора работал в Лондонском университете.
Ю. И. Уточкин является инициатором создания в НИТУ «МИСиС» специализации «Информатика и предпринимательство в металлургии». Был главным редактором журнала «Электрометаллургия», членом редакционных коллегий нескольких отраслевых научных журналов.

## Признание
Ю.И. Уточкин является лауреатом Премии Совета министров СССР, почётным металлургом РФ, почетным машиностроителем РФ, почётным работником высшего образования РФ, имеет правительственные награды.